# Mitsuaki Hoshino
Mitsuaki Hoshino (星野 充昭?, Hoshino Mitsuaki; Prefettura di Shizuoka, 19 febbraio 1959) è un doppiatore e attore giapponese.
Attualmente lavora per Arts Vision. È sposato con Yūko Kobayashi.

## Doppiaggio

### Serie televisive d'animazione
- Animaniacs (Spike Lee)
- Le avventure del piccolo tostapane (Elmo St. Peters)
- Black Jack: The Movie (Eric Caderi)
- Cip & Ciop agenti speciali (Roger)
- D.Gray-man (Jake Russell)
- Gallery Fake (Seiji Fujita)
- Genocyber (Nguyen Morgan)
- Ghost in the Shell: Stand Alone Complex (Sakakibara)
- Heat Guy J (Alan Milchan)
- Hikaru no go (Hirose)
- Insuperabili X-Men (Erik the Red)
- Kamichu! (Kenkichi Hitotsubashi)
- Kenja no mago (Diseum von Earlshide)
- Kenshin samurai vagabondo (Katagai)
- One Piece (Magellan)
- Pecola (Gao-san)
- Plastic Memories (Mikijirō Tetsuguro)
- ReBoot (Slash)
- Slayers (Oste)
- Steins;Gate (Eisuke Urushibara)
- Tommy, la stella dei Giants (Tetsuharu Kawakami)
- Prendi il mondo e vai (Ishigaki, Nagao)
- I favolosi Tiny (Calamity Coyote)
- Mujin wakusei Survive (Bob)
- Yomigaeru sora -RESCUE WINGS- (Ryunosuke Murakami)
- Voglia di vittoria (George)

### Videogiochi
- Demon's Souls (Remake) (Vecchio Re Doran, Saggio Freke, Discepolo di Dio 2)
- Devilman (videogioco) (Kaim)
- Final Fantasy XIV: Endwalker (Barnier, Sir, M-017)
- FIST (Andy)
- Infamous 2 (Sebastian Wolfe)
- Maken X (J.J. Jones)
- One Piece: Pirate Warriors (Magellan)
- One Piece: Pirate Warriors 2 (Magellan)
- One Piece: Pirate Warriors 3 (Magellan)
- Panzer Dragoon Orta (Armata Imperiale 2)
- Steins;Gate (Eisuke Urushibara)
- Steins;Gate: My Darling's Embrace (Eisuke Urushibara)
- Steins;Gate Elite (Eisuke Urushibara)
- Super Robot Wars 30 (Wrestler Detective Dumpson)
- Tales of Crestoria (Gadel)
- Tenchu (Balmer)
- Valkyrie Profile (Badluck, Surt)

### Film e telefilm
- Babylon 5 (Michael Garibaldi)
- Beverly Hills 90210 (Nat Bussichio)
- Il gatto... e il cappello matto (The Cat in the Hat)
- Friends (Gunther)
- I magnifici sette (1998) (Nathan Jackson)
- Malcolm (Abraham "Abe" Kenarban)
- The Shield (Ronnie Gardocki)
- Spenser: For Hire (Spenser)
- Star Trek: The Next Generation (Geordi La Forge)